# 哈利路亞章克申 (加利福尼亞州)
哈利路亞章克申（英語：Hallelujah Junction）是位於美國加利福尼亞州拉森縣的一個非建制地區。該地的面積和人口皆未知。

## 地理
哈利路亞章克申的座標為39°46′32″N 120°02′22″W / 39.77556°N 120.03944°W，而該地的平均海拔高度為1534米（即5033英尺）。